# Martha habla
Martha habla (Martha Speaks en inglés) es una serie animada estadounidense/canadiense producida por Studio B Productions, Decode Entertainment y WGBH Boston. La serie se basa en los libros infantiles del mismo nombre, el primero de ellos escrito en 1992 por Susan Meddaugh. Se estrenó el 1 de septiembre de 2008 en la cadena PBS en el bloque infantil PBS Kids, también se emitió en Canadá por el canal TVOKids y en Latinoamérica por Discovery Kids.

## Sinopsis
La serie gira en torno a una perra parlante llamada Martha, quien pertenece a la familia de una niña de 10 años llamada Helen Lorraine. Cuando un día Helen le dio por error de comer sopa de letras a Martha, las letras de alguna forma llegaron a su cerebro en vez de a su estómago, dándole la habilidad de hablar el lenguaje humano. La serie toma lugar en la ciudad ficticia de Wagstaff, basada en la ciudad de Flagstaff, Arizona.

## Personajes

### Animales
- Martha: La protagonista de la serie. Martha es una cruza de labrador que nació en las calles y fue llevada a un refugio a temprana edad. Obtuvo la habilidad de hablar luego de que Helen la alimentó con un plato de sopa de letras, y depende de dicha sopa para mantener la habilidad. Ella también puede hablar otros idiomas si come sopa de otros países, pero solo puede hablar un idioma a la vez. El fenómeno no se podía repetir con otros perros. Está basada en una perra con el mismo nombre que perteneció a Susan Meddaugh, la creadora del personaje.
- Skits: El otro perro de la familia Lorraine, quien no comparte la habilidad de Martha. Fue encontrado por T.D. quien no pudo quedárselo debido a que su padre es alérgico a los perros.

### Humanos
- Helen Lorraine (en español Helena): La dueña de Martha y Skits de 10 años de edad. Helen considera a Martha como su mejor amiga, y es usualmente la voz de la razón entre su grupo de amigos. Es algo tímida, pero sabe decir que no.
- Tyrone Daniel "T.D." Kennelly (en español Toni): Es el mejor amigo humano de Helena, a quien admira, y piensa que Martha es increíble. Es muy extrovertido y amigable, y está siempre abierto a probar cosas nuevas. Su padre es inventor y su madre trabaja en la escuela a la que el y sus amigos asisten como subdirectora. Vive un estilo de vida bohemio y surreal.
- Mariela Lorraine: La madre de Helen y Jake, y la esposa de Daniel de origen mexicano, trabaja en un negocio de jardín. Es responsable y está muy involucrada en la comunidad. En la versión en inglés, frecuentemente usa palabras y frases en español.
- Daniel Lorraine: El papá de Helen y Jake, y esposo de Mariela de origen canadiense, trabaja como conductor de autobús, actúa en un teatro comunitario y le gusta cantar.
- Jake Lorraine (en español Pedrito): El hermano menor de Helen, de 2 años de edad. Adora a Martha y ella adora enseñarle a hablar.
- Alice Boxwood (en español Alicia): Es otra de las mejores amigas de Helen. Es divertida y entusiasta, y aunque es muy buena atleta, es un poco torpe. Tiene un hermano mayor llamado Ronald y un gato llamado Nelson.
- Truman Oatley: Otro de los amigos de Helen, de origen afroamericano. Le encanta leer libros y aprender sobre muchos temas, siendo el cerebro del grupo. Es dos años menor que Helen, Alice y T.D.
- Carolina: La prima mayor de Helen, también de origen mexicano. Está interesada en la moda y puede llegar a ser presumida y superficial, así como algo prejuiciosa hacia los perros, pero siempre se lleva bien con sus amigos y familia. Al igual que su tía Mariela y su padre Jorge, en la versión en inglés Carolina habla español con fluidez.
- Ronald Boxwood (en español Ronaldo): El hermano mayor de Alicia de edad adolescente. Tiende a ser arrogante y antipático hacia su hermana y los amigos de esta. Detesta a los perros y prefiere a los gatos.

## Episodios
La primera temporada de la serie consta de 40 episodios emitidos de septiembre de 2008 a julio de 2009. La segunda temporada tiene 15 episodios, transmitidos de 2009 a 2010, y la tercera, de otros 15 episodios, de 2010 a 2011. La cuarta temporada fue estrenada en 2012 y cuenta con 10 episodios, en tanto la quinta y sexta, estrenadas en 2013 y 2014 respectivamente, constan cada una de 8 episodios dando un total de 96. Las temporadas 5 y 6 no se doblaron ni transmitieron en Latinoamérica.